# 谢晶曦
谢晶曦（1924年—），男，江苏无锡人，中国药物化学家，曾任中国医学科学院药物研究所研究员、博士生导师。